# Censimento degli Stati Uniti d'America del 1960
Il censimento degli Stati Uniti d'America del 1960 è stato il diciottesimo censimento degli Stati Uniti d'America. Il censimento è stato condotto dall'ufficio del censimento degli Stati Uniti d'America, che ha determinato la popolazione residente negli Stati Uniti d'America e altre statistiche alla data del 1º aprile 1960. 
La popolazione è stata conteggiata in 179.323.175 unità, con un incremento del 18,5% rispetto al 1950. Lo Stato più popoloso è risultato essere lo Stato di New York, mentre quello meno popoloso l'Alaska.